# BYOD
 Der er for få eller ingen kildehenvisninger i denne artikel, hvilket er et problem. Du kan hjælpe ved at angive troværdige kilder til de påstande, som fremføres i artiklen.

Bring Your Own Device (BYOD, dansk medbring din egen enhed) er en praksis, hvor medarbejdere bruger deres egne personlige computere, såsom smartphones, tablets og laptops, til at udføre arbejdsopgaver. Dette koncept er blevet mere populært i takt med, at teknologi og mobilitet er blevet en integreret del af arbejdspladsen.
Fordele ved BYOD:
1. Øget fleksibilitet: Medarbejdere kan arbejde fra forskellige steder og på enheder, de er komfortable med.
2. Omkostningsbesparelser: Virksomheder kan reducere omkostningerne ved at undgå at skulle købe enheder til alle medarbejdere.
3. Forbedret produktivitet: Medarbejdere kan bruge de værktøjer og apps, de foretrækker, hvilket kan føre til øget effektivitet.

Udfordringer ved BYOD:
1. It-sikkerhed: Der er en risiko for, at følsomme oplysninger kan blive kompromitteret, hvis enhederne ikke er tilstrækkeligt sikret. Mange private enheder bliver ikke sikkerhedsopdateret eller har ikke et antivirusprogram, hvilket kan betyde, at BYOD har malware. Det er årsagen til at BYOD også bliver kaldet bring your own disaster (dansk medbring din egen katastrofe)
2. It-support: Det kan være udfordrende for IT-afdelingen at supportere en bred vifte af enheder og operativsystemer.
3. Overholdelse af regler: Virksomheder skal sikre, at de overholder GDPR og andre relevante lovgivninger, når medarbejdere bruger deres egne enheder.